# YAL–1

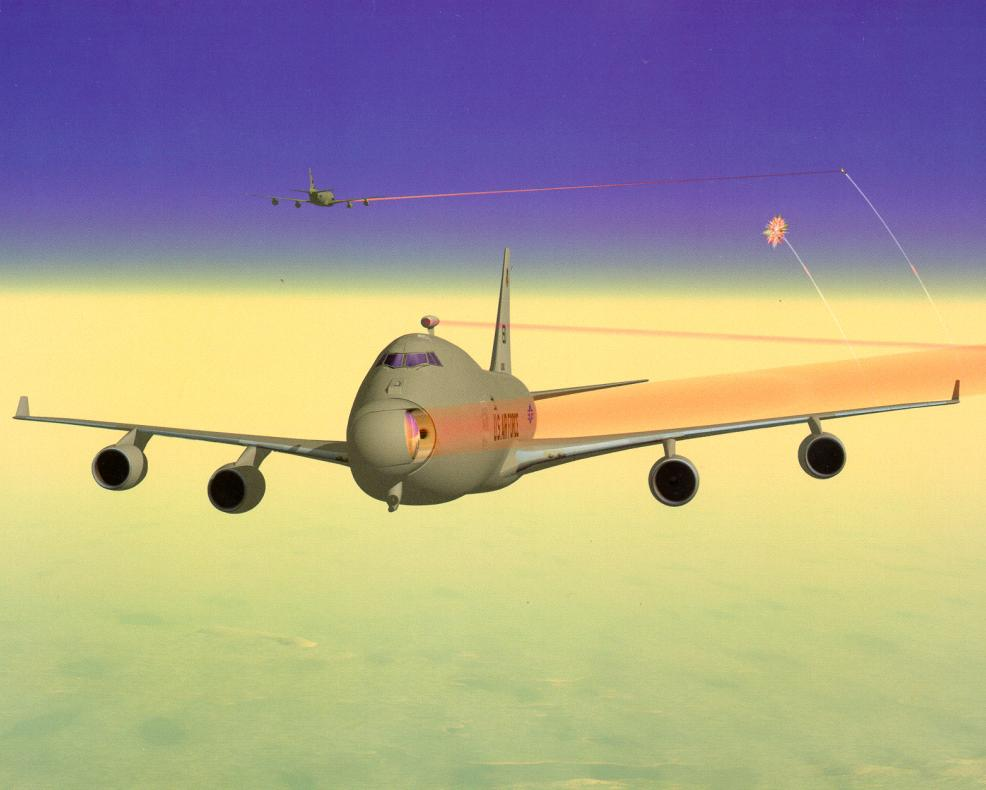
Az illusztráción két YAL-1A ballisztikus rakétákat lő le

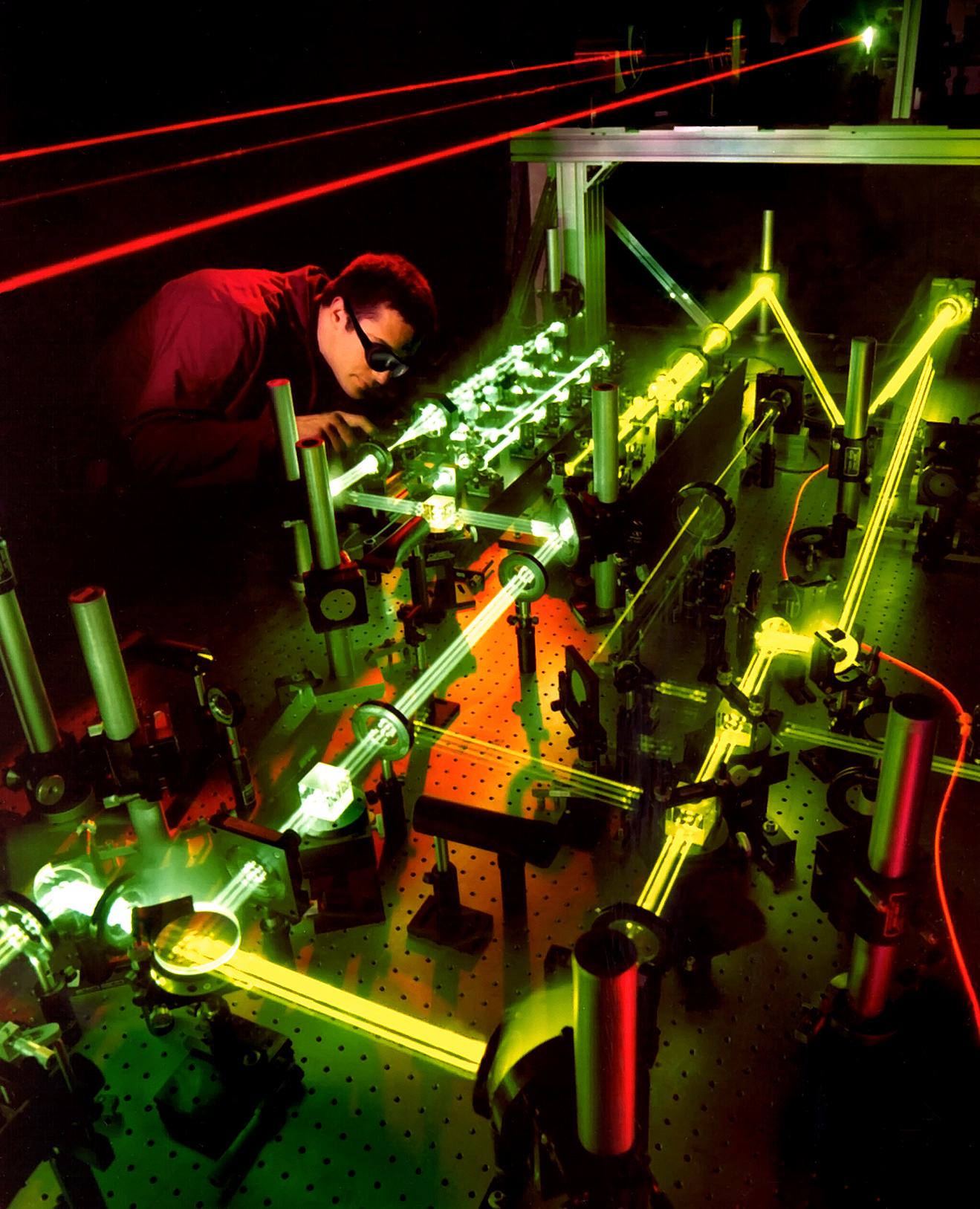
Egy technikus a YAL–1 fedélzetére telepítendő rendszer lézernyalábjainak egymásra hatását vizsgálja

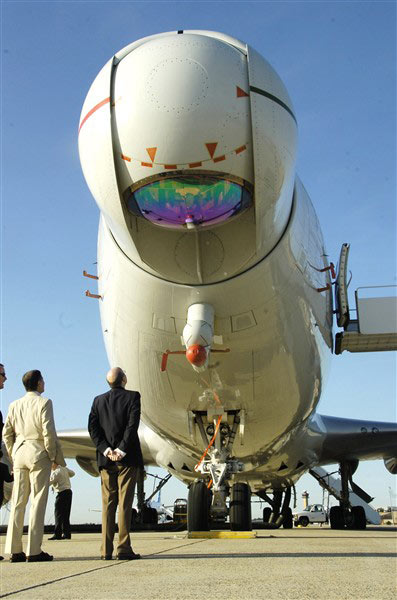
A YAL–1 lézeres lövegtornya az amerikai légierő szerint a világon a legnagyobb méretű

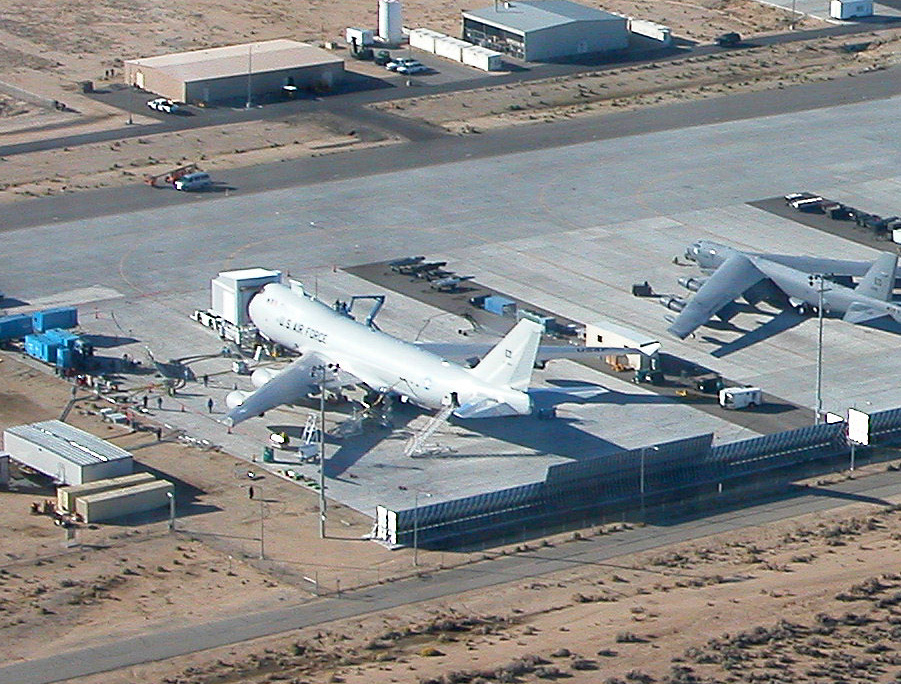
A YAL–1 átépítése 2004-ben, az Edwards légitámaszponton

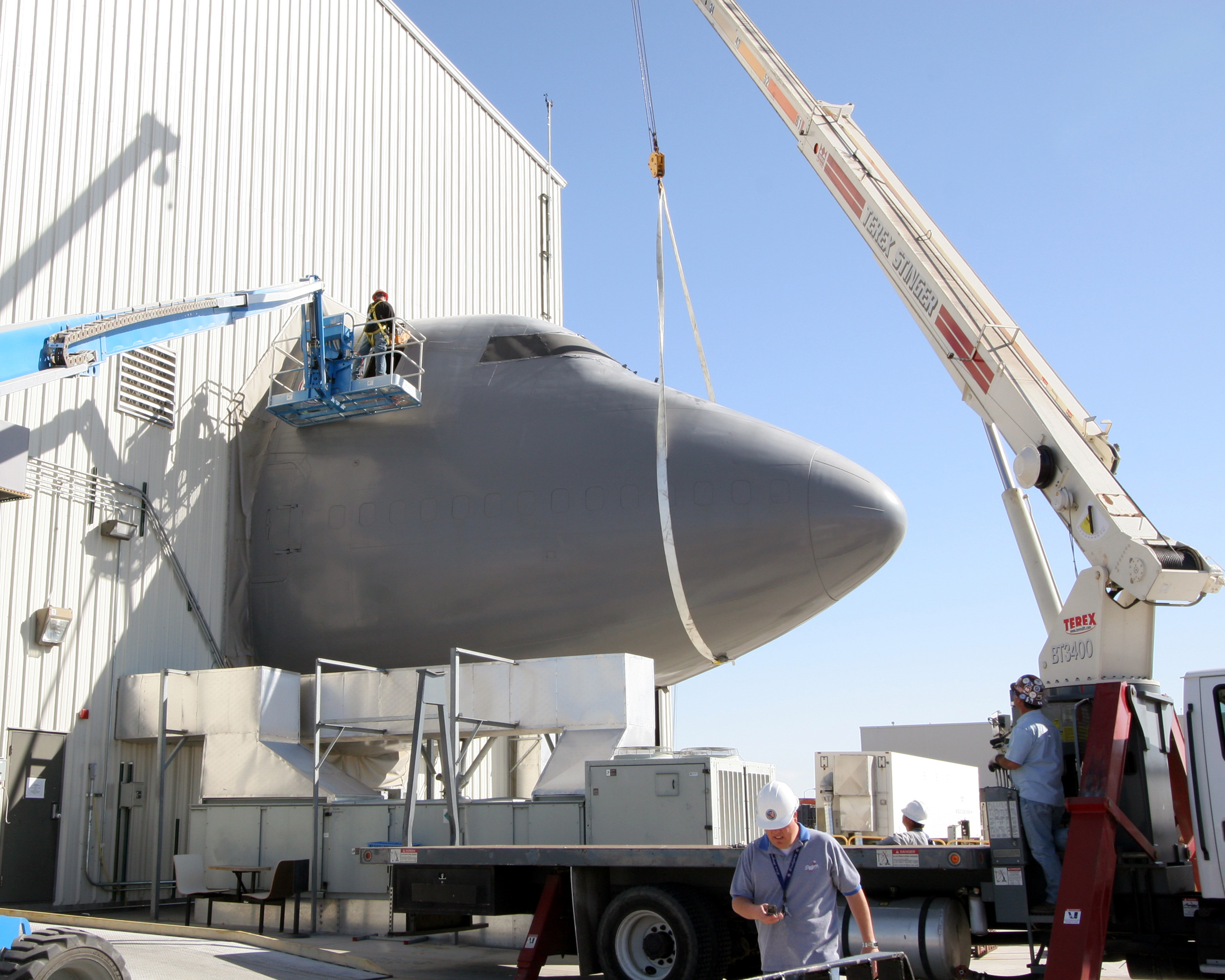
Egy Boeing 747-es gép törzsét szétszerelik, miután az orr-részben található SIL rendszerintegrációs kutatási területen végeztek a légi telepítésű lézerrendszer időjárás- és hőmérséklet-érzékeny alkatrészeinek tesztelésével

A Boeing YAL–1 légi telepítésű lézerfegyver. A megawattos teljesítményű vegyi lézert főleg a kishatótávolságú ballisztikus rakéták megsemmisítésére tervezték. A hírhedt Scudhoz hasonló rakétákat a lézer még emelkedési fázisban semmisítené meg, mielőtt a töltetek leválnak a rakétáról. A lézerrendszer légi teszteléséhez egy jelentősen átalakított Boeing 747–400F repülőgépet használnak – ennek a gépnek adta az amerikai hadügyminisztérium a YAL–1A jelzést. A lézerrel 2010. februárjában sikeresen megsemmisítettek egy kísérleti rakétát.
A rendszer alacsonyabb teljesítményű korai prototípusát az 1980-as évek során már tesztelték KC–135 Stratotankerereken, és több rakétát is sikeresen megsemmisítettek. Az Airborne Laser Laboratory program eredményei vezettek a YAL–1 rendszer kifejlesztéséhez.

## Áttekintés
A lézerrendszer nem éget lyukat a rakétába és nem robbantja azt apró darabokra sem. A lézer felforrósítja a rakétatest burkolatát – ezzel meggyengíti a fémet, és az a repülés közben fellépő feszítőerők következtében szétszakad. Ha a rendszer a jövőben sikeresnek bizonyul, akkor elvileg egy hét Boeing gépből álló flottát fognak építeni. A gépek két hadszíntér műveleti területét tudnák lefedni.
A légi telepítésű lézerprogrammal az eredeti elképzelések szerint 2008-ra kellett volna elkészülni, de a fejlesztés közben tapasztalt nehézségek miatt a célokat megváltoztatták. A jelenlegi terv szerint a prototípus rendszernek 2008-ban sikeresen le kell lőnie egy kísérleti rakétát. A végső gyártási-tervezési fázist csak ezután kezdik majd meg. Az amerikai rakétavédelmi ügynökség, a Missile Defense Agency (MDA) szerint így a tesztkilövések során szerzett tapasztalatokat is be lehet építeni a végső változatokba. A gyakorlatban ez a csúszás a hadrendbe állítható teljes rendszer több éves késedelmét jelenti.
Az eredeti tervek szerint az MDA és a légierő két prototípus gépet készítene – a további fejlesztéseket pedig a légierő végezné.

### Ballisztikus rakéták elleni használata
Bár a rendszert eredetileg rövidhatótávolságú, lassabb, harctéri ballisztikus rakéták ellen tervezték, újabban interkontinentális rakéták ellen is fontolgatják a bevetését. Ez a feladat nehezebb, mivel az interkontinentális rakéták nagyobb hatótávolsága miatt a légi lézerrendszernek akár túl messze is lehetnek a célpontok. A harctéri ballisztikus rakétákat közelebbről lövik ki, így a gépnek nem kell az ellenséges területek fölé repülnie. Egyes folyékony üzemanyagú interkontinentális rakéták burkolata azonban vékonyabb, mint a harctéri rakétáké, így azokat könnyebben lehet megrongálni. Az interkontinentális rakéták felemelkedési fázisa is sokkal tovább tart, így több idő van a cél befogására, nyomon követésére és a lézer kilövésére. Általában azonban a légi telepítésű lézerrendszer kevésbé lehet hatékony az interkontinentális ballisztikus rakéták ellen.
Az Amerikai Fizikai Társaság (American Physical Society) 2003-as rakétavédelmi beszámolója  szerint a lézerrendszer 600 km távolságig hatékony lehet a folyékony üzemanyagú interkontinentális rakéták ellen. A nehezebben sebezhető szilárd hajtóanyagú rakéták ellen azonban az elvileg lehetséges legnagyobb hatótávolság csak 300 km – ez valószínűleg túl kevés ahhoz, hogy a legtöbb esetben elég legyen.

### A rakéta befogása
A lézerrendszer infravörös érzékelők segítségével észleli a rakétát. Ezután három alacsony teljesítményű célkövető lézer kiszámolja a rakéta haladási irányát és sebességét, a célpont helyét, valamint a légköri turbulencia mértékét. A légkör változatossága megtöri és eltorzítja a fényt, ezért a mért turbulenciát adaptív optikai berendezésekkel ellensúlyozzák. A cél befogása után a főlézer 3-5 másodpercen át tüzel a gép orrában található lövegtoronyból, melynek eredményeként a rakéta még a kilövési terület közelében esik szét darabjaira. A lézerrendszert nem arra tervezték, hogy a ballisztikus rakétákat a leszálló, meghajtás nélküli fázisban fogja el – ezért a kilövő gépnek a rakétaindítási ponttól pár száz kilométerre kell lennie.

### Operatív jellegzetességek
A magas teljesítményű lézerhez szükséges energiaforrást egy vegyi reakció biztosítja. A reakcióhoz szükséges üzemanyag hasonlít a rakéták üzemanyagához. A jelenlegi tervek szerint a gép fedélzetén nagyjából 20 lövéshez elegendő lézerüzemanyagot lehetne tárolni. Amennyiben a cél jellege, például a rakéta típusa, hosszabb expozíciós időt követel meg, akkor természetesen a lövések száma is csökken. Rövidebb idő expozíciós idő kellhet például rövidebb hatótávolságú rakétához – szerencsés esetben akár 40 lövést is le lehet adni utántöltés nélkül. Lézerüzemanyag utántöltéshez a repülőgépnek mindenféleképpen le kell szállnia. A korai bevetési tervek szerint a gépet vadászgépek, illetve elektronikai zavarógépek is kísérnék. A lézerhordozó repülőgép hosszú időn át nyolcasokat írna le a levegőben a feltételezett ellenséges rakétakilövési pozíciók közelében. A nyolcasokra azért van szükség, mert így a gép orra mindig a célterület felé irányulna. Magát a gépet a levegőben is után lehet tölteni, így rendkívül sokáig képes a repülésre. A tervek szerint a gép baráti terület felett maradna, és onnan lőne az ellenséges területről felszálló rakétára.

### Egyéb célok elleni használata
Elvileg a lézerrendszert ellenséges vadászgépek, robotrepülőgépek, vagy akár alacsony pályán keringő műholdak ellen is be lehetne vetni. A rendszert azonban nem ilyen célok ellen tervezték, és így a hatékonysága is ismeretlen. A rendszer célkereső része kifejezetten a ballisztikus rakéták kilövési fázisában látható forró tológázokra van méretezve – az alacsonyabb hőképpel rendelkező műholdakat és vadászgépeket valószínűleg nehezebben lehetne észlelni és befogni.
Nem valószínű, hogy a rendszert hatékonyan lehetne földi célpontok ellen használni. Azon túl, hogy nehéz lenne egy földi célpontot befogni és nyomon követni, az alacsonyabb légrétegekben a sűrűbb levegő jelentősen csökkentené a lézer erejét. Emellett a legtöbb földi célpont nem elég sérülékeny ahhoz, hogy egy megawattos teljesítményű lézer elég kárt tegyen benne.

### COIL – vegyi lézer
A lézerrendszer szíve az oxigén és a jód vegyi reakciójából indukált lézer, azaz COIL (Chemical Oxigen Iodine Laser). A COIL hat, egymáshoz kapcsolt modulból áll, melyek mindegyike akkora, mint egy SUV, és nagyjából hat tonnát nyom. A lövegtoronyból kilépő lézer az öt másodperces tüzelés alatt annyi energiát tartalmaz, amennyit egy átlagos (amerikai) háztartás több mint egy óra alatt használ fel.

## Fejlesztése
A programot 1996-ban indította be az amerikai légierő azzal, hogy a Boeing légi lézercsoportját megbízta egy kockázatcsökkenést felmérő projekttel. 2001-ben a programot áthelyezték az MDA felügyelete alá, és beszerzési programmá alakították át.
A fejlesztési programon a légierő által kiválasztott hadiipari beszállítók dolgoznak. A repülőgépért, a programmenedzsmentért és a rendszerintegrációért a Boeing Integrated Defense Systems felel. A Northrop Grumman a COIL lézerrendszert szállítja, a Lockheed Martin pedig a lövőtornyot és a tűzvezérlő rendszert.
2001-ben az Air India egyik roncs Boeing 747–200-t a légierő megvásárolta, és a Mojave-sivatagban található repülőgép-temetőből szárnyak nélkül az Edwards légitámaszpontra szállította. Ott a törzsben kialakították a System Integration Laboratory (SIL) rendszerintegrációs kutatási területet, ahol a különböző alkatrészek beépíthetőségét, helyigényét és használhatóságát tesztelték. A SIL-t nagyrészt azért hozták létre, hogy a COIL lézert szimulált bevetési magasságban tesztelhessék. A program e fázisában a lézert több mint 50 alkalommal működtették, és a bevetéshez szükséges ideig tartó impulzusokat is el tudtak érni. A kísérletek során a rendszert megfelelőnek találták az igazi repülőgépbe való beépítésre. A kísérletsorozat lezárulása után a kísérleti területet lebontották, és a 747–200 géptörzsét eltávolították.
A Boeing 2002-ben befejezte a 747–400F kezdeti átépítési munkálatait, amelyek végén, 2002. július 18-án a gép felszállt a Boeing kansasi gyárából. A COIL lézerrendszer első sikeres földi tüzelése 2004-ben volt. A YAL–1-et a 417. berepülő század kombinált légi lézer haderejébe osztották be, az Edwards légitámaszponton.
A COIL lézerrendszeren kívül a gépen helyet kapott kettő kilowattos nagyságrendű célzólézer (Target Illuminator Laser). 2007. március 15-én a YAL–1 sikeresen lőtt először a célzólézerrel repülés közben, és el is találta a célpontot, egy erre a célra kialakított NC–135E Big Crow gépet. A sikeres kísérlet bebizonyította, hogy a rendszer képes légi célpontok követésére és a légköri turbulenciák ellensúlyozására.
A kísérletsorozat következő része az úgynevezett „pótlézer” felszerelése. A Surrogate High Energy Laser a COIL helyettesítésére készült, és a célmegvilágításról a szimulált főlézer-kilövésre való átállást fogja demonstrálni. 2007 végére tervezték a COIL telepítését és kipróbálását a YAL–1–re, végül 2008. júliusában járt ez sikerrel. A rendszert később a földön tesztelték, az első légi kísérletre 2009-ben került sor.
2009. augusztus 18-án zajlott le a COIL lézer első légi próbája, egyelőre viszonylag alacsony energiával, amelyet a későbbi kísérletek folyamán növeltek.
2010. január 10-én a kaliforniai San Nicolas-sziget közelében a YAL–1 sikeresen lőtte meg a főlézerrel a kísérlet számára kialakított, mérőműszereket hordozó rakétát, a MARTI-t (Missile Alternative Range Target Instrument). A kísérlet bebizonyította, hogy a YAL–1 képes egy ballisztikus rakétát annak emelkedési fázisában befogni, kis teljesítményű célzólézerével nyomon követni és a főlézerrel eltalálni. A kísérlet célja még nem a rakéta megsemmisítése, hanem a lézerrendszer hatékonyságának felmérése volt.
2010. február 11-én a YAL–1 rendszer sikeresen megsemmisítette az első célrakétát. A főlézerrel történő bevilágítást követően a rakétatest annyira felhevült, hogy szerkezete az aerodinamikai hatásoknak nem tudott ellenállni és szétesett. A rakétát még a felemelkedési fázisban, a hajtómű leállása előtt, a kilövést követő két percen belül semmisítették meg.

## Külső hivatkozások
- Boeing oldal a légi telepítésű lézerről
- YAL-1A tajékoztató az amerikai légierőtől
- Légi telepítésű lézer tájékoztató az amerikai rakétavédelmi ügynökségtől
- fas.org Archiválva 2016. augusztus 21-i dátummal a Wayback Machine-ben
- YAL-1 oldal
- A légi telepítésű lézer és az amerikai rakétavédelmi program Archiválva 2015. december 21-i dátummal a Wayback Machine-ben
- Cikk a légi telepítésű lézerprogram visszafogásáról
- Légi telepítésű lézer kísérleti helyszíne Archiválva 2016. március 5-i dátummal a Wayback Machine-ben
- AVI formátumú rövidfilm arról, hogyan találja el a lézer az ellenséges rakétát

## Lásd még
- Boeing 747
- Boeing 747-400